# Simulium taylori
Simulium taylori är en tvåvingeart som beskrevs av Gibbins 1938. Simulium taylori ingår i släktet Simulium och familjen knott.
Artens utbredningsområde är Uganda. Inga underarter finns listade i Catalogue of Life.